# گلوگوس
گلوگوس (به لاتین: Glogghüs) یک کوه در سوئیس است که در کانتون ابوالدن واقع شده‌است. گلوگوس ۲٬۵۳۴ متر بالاتر از سطح دریا واقع شده‌است.